# Jorma Ollila

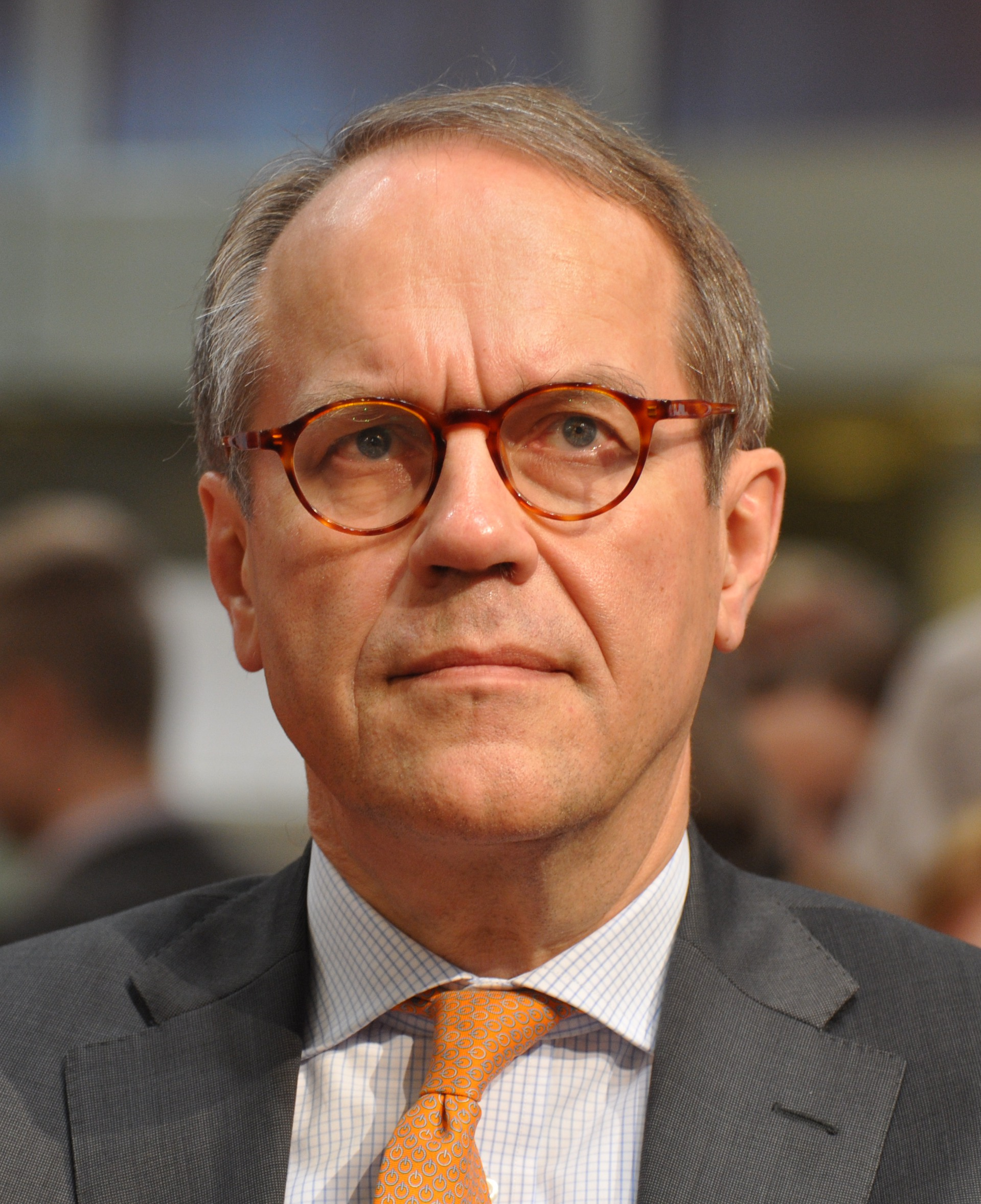
Jorma Ollila (2013)

Jorma Jaakko Ollila (* 15. August 1950 in Seinäjoki) war Vorsitzender und CEO des finnischen Telekommunikationskonzerns Nokia. Er ist seit 1985 bei Nokia tätig. 1992 wurde er Präsident und CEO von Nokia, 1995 Mitglied des Nokia-Vorstandes und 1999 Vorsitzender und CEO. Am 1. Juni 2006 übergab er das Amt an Olli-Pekka Kallasvuo.
1992, im Jahr des Aufstiegs von Jorma Ollila zum Konzernchef, stellte Nokia erstmals GSM-Mobiltelefone her. Unter seiner Führung wurden 1994 die Gummi-, Kabel- und Fernsehgeräteproduktion verkauft, und das Unternehmen konzentrierte sich ganz auf die Telekommunikation, die ersten Ansätze für einen beginnenden Boom zeichneten sich ab. Ollila, als Chef der Mobilfunksparte, stieg zum CEO auf, im selben Jahr stellt Nokia das erste GSM-Mobiltelefon, den "Talkman" vor.
Am 1. August 2005 gab Nokia bekannt, dass Jorma Ollila zum 1. Juni 2006 vom Chef der Nokia-Handysparte, Olli-Pekka Kallasvuo, abgelöst werden soll, aber als Non-Executive Chairman dem Unternehmen weiterhin zur Verfügung stehe.
Am 4. August 2005 ernannte die Royal Dutch Shell in London Jorma Ollila mit Wirkung vom 1. Juni 2006 zum Non-Executive Chairman.
Ollila ist mit Liisa Annikki verheiratet und hat mit ihr drei Kinder (Jaakko, Anna und Matti). Nach seiner Schulausbildung am  Atlantic College erhielt er Abschlüsse als Master der Politikwissenschaften (1976, Universität Helsinki), Master der Wirtschaftswissenschaften (1978, London School of Economics) und als Master der Ingenieurwissenschaften (1981, Technische Universität Helsinki). Er ist zweifacher Dr. ehrenhalber (1995, Universität Helsinki; 1998 Technische Universität Helsinki).
Vor seiner Karriere bei Nokia war Ollila von 1978 bis 1985 bei der Citibank tätig.
Ollila ist zudem Mitglied des Steering Committee (Lenkungsausschuss) der Bilderberg-Konferenzen und war als stellvertretender Vorsitzender im Rat der Weisen zur Zukunft Europas tätig.
2006 wurde er zum European Manager of the Year gewählt. Bereits im Jahr 2000 war ihm im Rahmen des St. Gallen Symposium der Freiheitspreis der Max Schmidheiny-Stiftung verliehen worden.